# Барзах
Барзах (араб. برزخ‎ —  преграда‎) — в исламской эсхатологии промежуточное состояние, в котором пребывает человеческая душа в период между смертью и днём воскресения. Упоминается в Коране.

## Этимология
Слово барзах в арабском языке имеет значения «водораздел», «узкий канал», «разделяющий моря». В этом значении слово «барзах» употреблено в аяте Корана: «Он смешал два моря, которые встречаются друг с другом. Между ними существует преграда (барзах), которую они не могут преступить. Какую же из милостей вашего Господа вы считаете ложью?».

## Обзор
В исламской эсхатологии существуют четыре стадии существования человеческой души:
1. жизнь до рождения;
2. земная жизнь (дунья);
3. жизнь после смерти (барзах);
4. последняя жизнь, которая состоит из вечной жизни в раю либо в аду (ахират).

Барзахом также называется место, где пребывают души умерших до Судного дня (киямата). В зависимости от того, какие дела совершал человек, его душа будет пребывать в барзахе до дня Воскресения (бас бад аль-маут) либо в блаженстве, либо в страданиях (азаб аль-кабр). В этом значении термин барзах встречается в кораническом аяте: «Когда же смерть подступает к кому-нибудь из них, он говорит: „Господи! Верни меня обратно. Быть может, я стану совершать праведные поступки, которые я отбросил“. Но нет! Это — всего лишь слова, которые он произносит. Позади них будет преграда вплоть до того дня, когда они будут воскрешены». Из этого аята также следует, что души умерших людей покидают тела и пребывают в особом месте, которое называется «барзах». В день Страшного суда души вернутся в свои тела и предстанут перед Божьим судом.
Информация о жизни душ в барзахе в исламских первоисточниках скудная, поэтому истинная сущность и подробности этой жизни для мусульман недоступны.